# 小折城

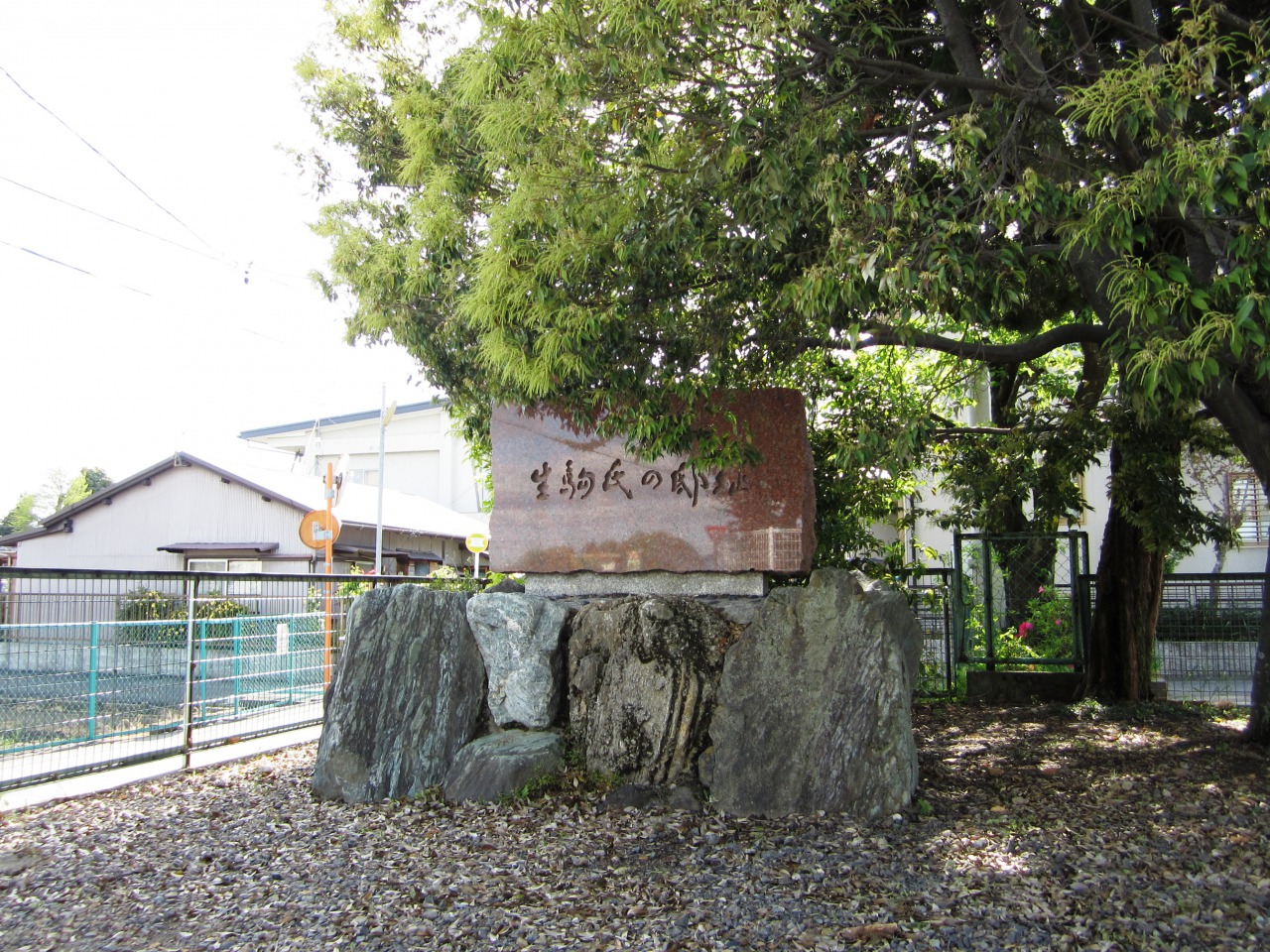
生駒氏の邸趾（愛知県江南市小折町）

小折城（こおりじょう）は、愛知県江南市にあった日本の城（平城）。

## 歴史

### 室町時代
生駒氏は藤原忠仁の子孫で、大和国を本貫としていたが、文明年間（1469年－1487年）に生駒家広が応仁の乱の戦禍を逃れ、寂れていた林氏の旧領尾張国小折（のち布袋町）に移住した。後の岩倉街道などが通る交通の要所であったことから生駒氏は馬借として財を成し、代々織田氏と関わり勢力を拡大するようになった。最大時には飛騨から東三河にまで商圏を拡大していた。

### 戦国時代
生駒氏が権力を持ち表舞台に出始めたのは、生駒家宗の娘、吉乃が織田信長の側室となり、次男・織田信雄を産んだ頃である。この頃に小折城が築かれた。
天正12年（1584年）小牧・長久手の戦いの際には戦いの最前線となり城は大幅に改修された。織田信雄が追放された後、家長は隠居していたが、息子の生駒利豊は豊臣秀吉に仕え、関ヶ原の戦いの後は徳川家康に懇願され松平忠吉に仕えるため尾張に残った。　

### 江戸時代
その後、生駒利勝は尾張藩主徳川義直に仕え、子徳川綱誠の守役となる。子孫が家老となり4,000石を領した。一国一城令により小折城は廃城となり生駒家の中心が名古屋城下に移ったが、在所持ちを許され周辺領地と遺構は縮小されるもそのままに生駒氏下屋敷として隠居所の機能を果たしながら存在した。給地換えの際にも在所の小折村を失うことなく明治時代を迎えた。

### 明治時代以後
明治維新以降に下屋敷は処分された。

## 廣間家の門
旧下屋敷中門は生駒家の典医だった廣間家がもらいうけ、布袋町本町5丁目の廣間家に移築された。1975年（昭和50年）2月12日には「廣間家の門」として江南市有形文化財に指定された。廣間家の門は欅造りであり、漆喰による六角形のなまこ壁を有する。